# Mitsy Stoks
Mitsy Stoks (Aalst, 26 marzo 1955) è un'ex cestista belga.

## Carriera
Con il Belgio ha disputato due edizioni dei Campionati europei (1976, 1980).